# Nogrod
Nogrod je jedno ze dvou slavných trpasličích měst nacházejících se v Ered Luin ve fiktivním světě J.R.R. Tolkiena. Objevuje se v jeho díle Silmarillion. 

## Název
Ve své tajné řeči nazvali trpaslíci město Tumunzahar. Elfové jej pojmenovali jako Nogrod čili Dutá nora nebo Duté sídlo.

## Popis

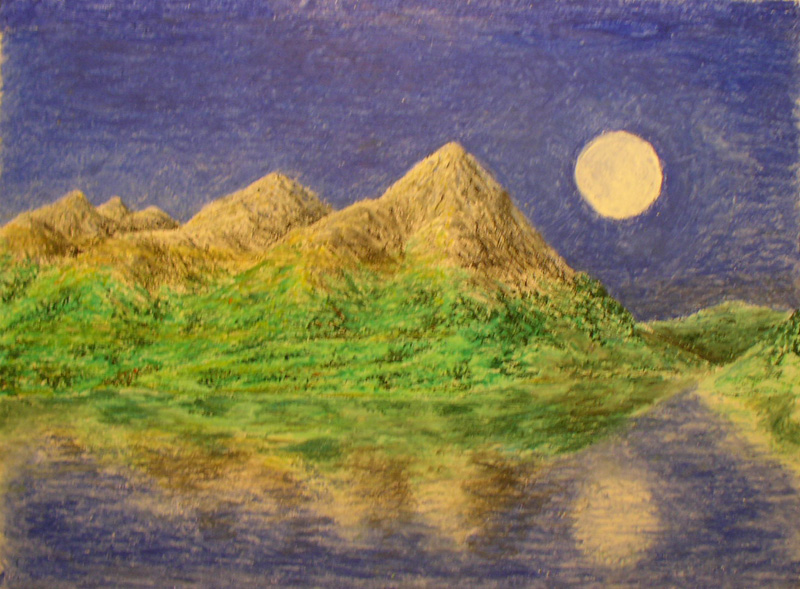
Ered Luin po zatopení Beleriandu

Město Nogrod bylo vyhloubeno ve východním úbočí Modrých hor, jižně od vysoké hory Dolmed. Nogrod byl vybudován podobně jako další trpasličí města ve velké hloubce pod horami. Trpaslíci v jeho okolí těžili mnoho kovů a ve městě se nacházela řada řemeslnických dílen a kováren. Nogrod byl obydlen trpaslíky z čeledí Odvážnoramenatých a Širokoramenatých. 

## Dějiny
V prvním hvězdném věku procitnul jeden z trpasličích praotců někde v hlubinách Ered Luin. Ihned po svém probuzení začal budovat v hlubinách Modrých hor jižně od hory Dolmed své sídlo - Nogrod. Trpaslíci z Nogrodu se časem velmi smísili se svými sousedy z Belegostu a mezi oběma městy panoval čirý ruch a obchod. V prvním věku Slunce překonali nogrodští spolu s belegostskými trpaslíky štíty Ered Luin a poprvé se setkali s elfy. Sindar se velice podivovali trpaslíkům pro jejich malý vzrůst a nepěkný vzhled. Trpaslíci se zanedlouho naučili mluvit jazykem elfů a mezi oběma rasami začal probíhat pro obě strany velmi výhodný obchod. Naugrim zbudovali kvůli lepší dopravě svého zboží kamennou silnici vedoucí až k hoře Dolmed. Sindar se díky trpaslíkům naučili vyrábět ocelové zbraně a brnění, díky čemuž se ubránili proti Morgothovým stvůrám. Nejslavnějším trpasličím kovářem všech dob prý byl nogrodský Telchar. V roce 50 postavili trpaslíci z Nogrodu skryté sídlo Nargothrond pro noldorského pána Finroda, který byl poté znám jako Felagund. Finrod nadále udržoval vřelé vztahy s nogrodskými trpaslíky, kteří mu jako projev náklonnosti věnovali náhrdelník Nauglamír. V prohrané bitvě nespočetných slz v roce 473 stál Nogrod spolu s Belegostem na straně Maedhrosovi unie. Před bojem to byli právě trpaslíci, kteří zásobili Maedhrosovo vojsko zbraněmi. V roce 505 požádal Doriathský král Thingol trpasličí řemeslníky na svém dvoře v Menegrothu o spojení Silmarilu a Nauglamíru. Jakmile bylo dílo hotovo rozhořel se mezi trpaslíky a králem o tento poklad spor, který vyvrcholil Thingolovou smrtí. Trpasličí řemeslníci poté spěchali i s ukradeným drahokamem do svých domovů v Ered Luin, avšak při útěku byli až na dva pobiti a klenot byl donesen zpět do Menegrothu královně Melian. Dva přeživší trpaslíci přinesli do Nogrodu zprávy o krutém zabíjení svých druhů, avšak pomlčeli o předchozí vraždě krále Thingola. Nogrodští byli rozlíceni a žádali si pomstu. Požádali o pomoc své sousedy z Belegostu, ti však násilí odmítli a své nogrodské přátele od války odrazovali. Trpaslíci z Nogrodu i přes to shromáždili své silné vojsko a vytáhli proti Doriathu do války. Sindarší velitelé stále raději ustupovali pochodujícímu trpasličímu vojsku, načež se naugrim dostali až k hlavnímu městu Menegrothu. V něm byla svedena těžká bitva, v níž padlo mnoho mužů na obou stranách. Mezi mrtvými byl také Mablung Těžkoruký, který hlídal pokladnici s klenotem. Trpaslíci i přes obrovské ztráty zvítězili a opět se zmocnili nauglamíru se silmarilem. Na zpáteční cestě však byli překvapeni Berenem, který vedl ossiriandské elfy a enty. Překvapení trpaslíci byli prý do jednoho pobiti a uloupený doriathský poklad tak padl do rukou Berenovi. Po této krvavé porážce se již Nogrod nikdy nedokázal postavit na nohy. Na konci prvního věku při zkáze Beleriandu, jsou zemětřesením a vlnami rozrušeny také Ered Luin, načež zanikají prastará trpasličí města Nogrod s Belegostem a většina přeživších trpaslíků odchází na východ do Khazad-dûm.  